# Costanza Calenda
Costanza Calenda (... – XV secolo) è stata una medica e chirurga italiana.

## Biografia
Costanza Calenda era figlia di Salvatore Calenda, fisico e chirurgo, priore del Collegio Medico di Salerno e poi di quello di Napoli, e infine medico personale della regina Giovanna II di Durazzo, dal 1414 al 1435.
Frequentò la Scuola medica salernitana e viene spesso citata nel gruppo delle Mulieres Salernitanae. Oltre a Trotula de Ruggiero, fu una delle poche donne medico conosciute del Medioevo insieme ad Abella, Mercuriade, Rebecca Guarna.
Fu certamente assistente del padre alla corte napoletana. È possibile, ma non confermato, che abbia conseguito il titolo di dottore in Medicina presso l'Università di Napoli verso il 1422; tuttavia, i documenti che supportano questi dati sono stati distrutti durante la seconda guerra mondiale , altrimenti potrebbe essere dichiarata con certezza la prima donna occidentale ad essersi laureata in medicina.
Nel 1423 ricevette il consenso della regina per il matrimonio con il nobile cavaliere Baldassarre, il signore di Santomango, Filetta, San Cipriano e Castiglione, che dovette anche provvedere alla sua dote. I due ebbero una figlia, Masella, che nel 1458 sposò Niccolò Sannazaro, da cui  nacque a Napoli il poeta Jacopo Sannazaro.